# Kostel svaté Markéty (Vysočany)
Kostel svaté Markéty je římskokatolický dřevěný kostel, který se nalézá na návsi ve vesnici Vysočany v okrese Hradec Králové. Barokní roubený kostel je chráněn jako kulturní památka ČR. Národní památkový ústav tento kostel uvádí v katalogu památek pod rejstříkovým číslem ÚSKP 35755/6-725. Předmětem ochrany je celý areál kostela se zvonicí a je součásti vesnické památkové zóny.

## Historie
Kostel je umístěn uprostřed hřbitova ohrazeného kamennou zdí. Je postaven na místě původního dřevěného kostela zasvěcenému svaté Markétě, který je zmiňován už v roce 1384, v období mezi sedmdesátými a osmdesátými lety 17. století. Nový dřevěný kostel je raně barokní s gotickými prvky. V roce 1770 byla na jižní straně kostela přistavěna zděná kaple, později změněna na sakristii. V roce 2008 byly provedeny opravy střešní krytiny, krovu a chemické ošetření dřevěných prvků. Z fondu obnovy památek Královéhradeckého kraje byla poskytnuta dotace 400 tisíc.

## Stavební podoba

### Exteriér
Kostel je orientovaná trojlodní roubená bezvěžová omítaná stavba na obdélníkovém půdorysu s kněžištěm ukončeným trojbokým závěrem a obdélnou sakristií. Střecha je sedlová krytá šindelem. Na střeše je polygonální sanktusník s lucernou ukončený jehlanovou střechou a makovicí. V lodi a kněžišti jsou prolomena okna s půlkruhovým záklenkem. V bočních stěnách lodí po dvou a dvě v kněžišti. Štít západního průčelí kostela je svisle bedněný. Zděná sakristie má strop se štukovou výzdobou a dřevěný portál, na kterém je vyznačen letopočet 1770. Je zastřešena mansardovou střechou krytou šindelem.

### Interiér
Lodi jsou odděleny půlkruhovými arkádami s vyřezávanými sloupy a archivoltami. Stropy jsou ploché kazetové dřevěné. Kněžiště je do lidi otevřeno vyřezávaným vítězným obloukem se stlačeným zaklenutím. Kruchta je dřevěná trojramenná na dřevěných sloupech s arkádami v patře. Výzdoba kostela pochází z konce 17. století. Hlavní oltář je zasvěcený svaté Markétě, boční oltáře svatému Josefovi a Nanebevzetí Panny Marie. Oltáře, pochází z poslední čtvrtiny 17. století, jsou zdobeny bohatě řezaným akantovým ornamentem. Na kruchtě jsou jedno manuálové varhany s pěti rejstříky z roku 1890, které vyrobil varhanář Josef Kobrle z Lomnice nad Popelkou.

## Zvonice
V blízkosti kostela se nachází dřevěná stupňovitá zvonice postavená kolem roku 1780. Na šestibokém půdorysu je vztyčena vzpěradlová konstrukce s bedněným zvonovým patrem. Stěny přízemního patra byly postaveny z vertikálně položených přelištovaných prken. Patro je zastřešeno osmibokou jehlancovitou střechou krytou šindelem. Ze střechy vybíhá hranolová vlastní konstrukce zvonice, rovněž postavena z vertikálně položených přelištovaných prken. Ve zvonovém patře v protilehlých stranách je po dvou odbdélných oknech. Zvonici završuje jehlanová střecha krytá šindelem.

## Zvony
Ve zvonici jsou zavěšeny zvony: Bartoloměj o hmotnosti 1700 kg, který byl ulit v roce 1580, svatý Josef o hmotnosti 820 kg a zvon Jan Křtitel o hmotnosti 380 kg a Markéta.

## Galerie

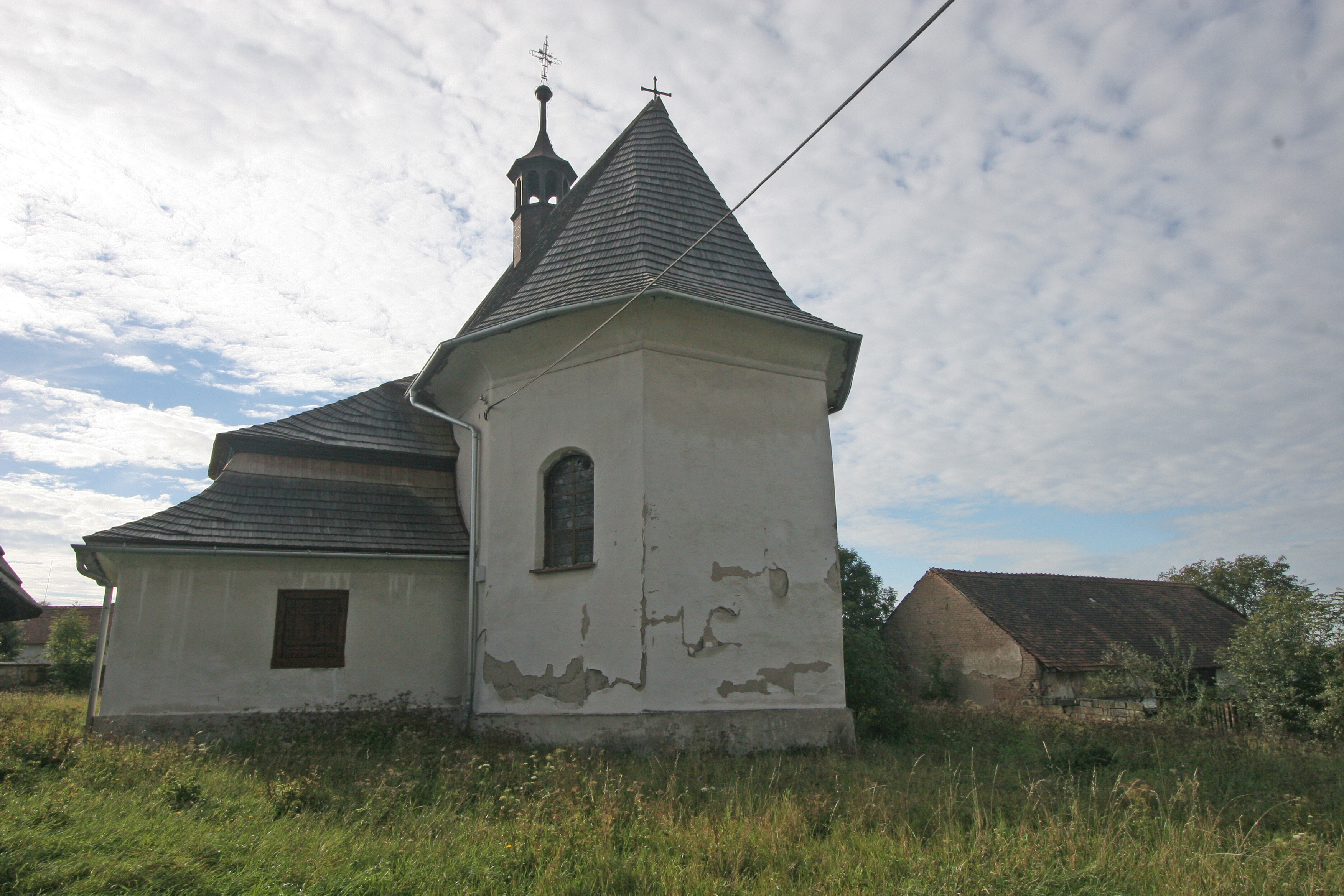
kostel svaté Markéty ve Vysočanech
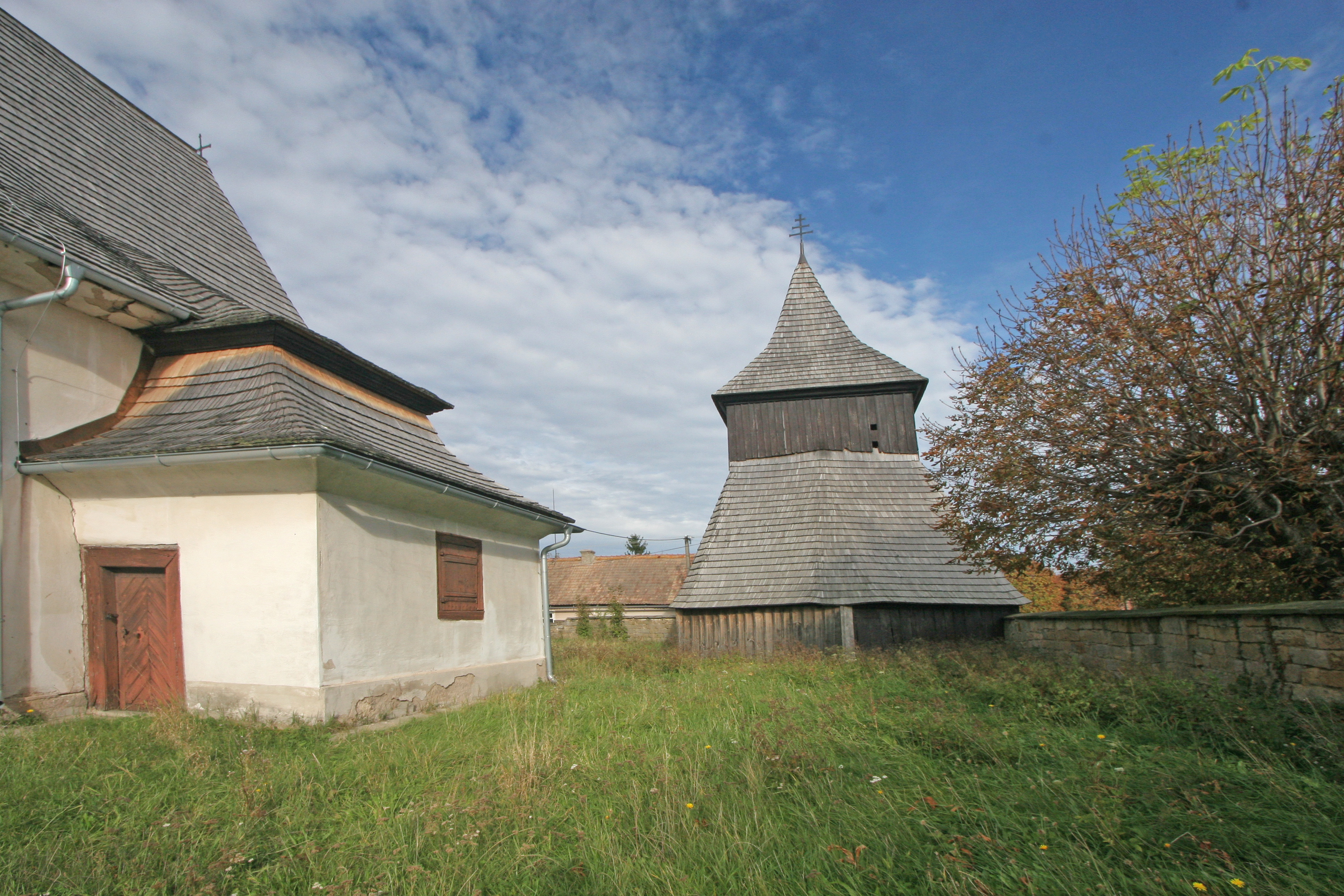
kostel svaté Markéty ve Vysočanech
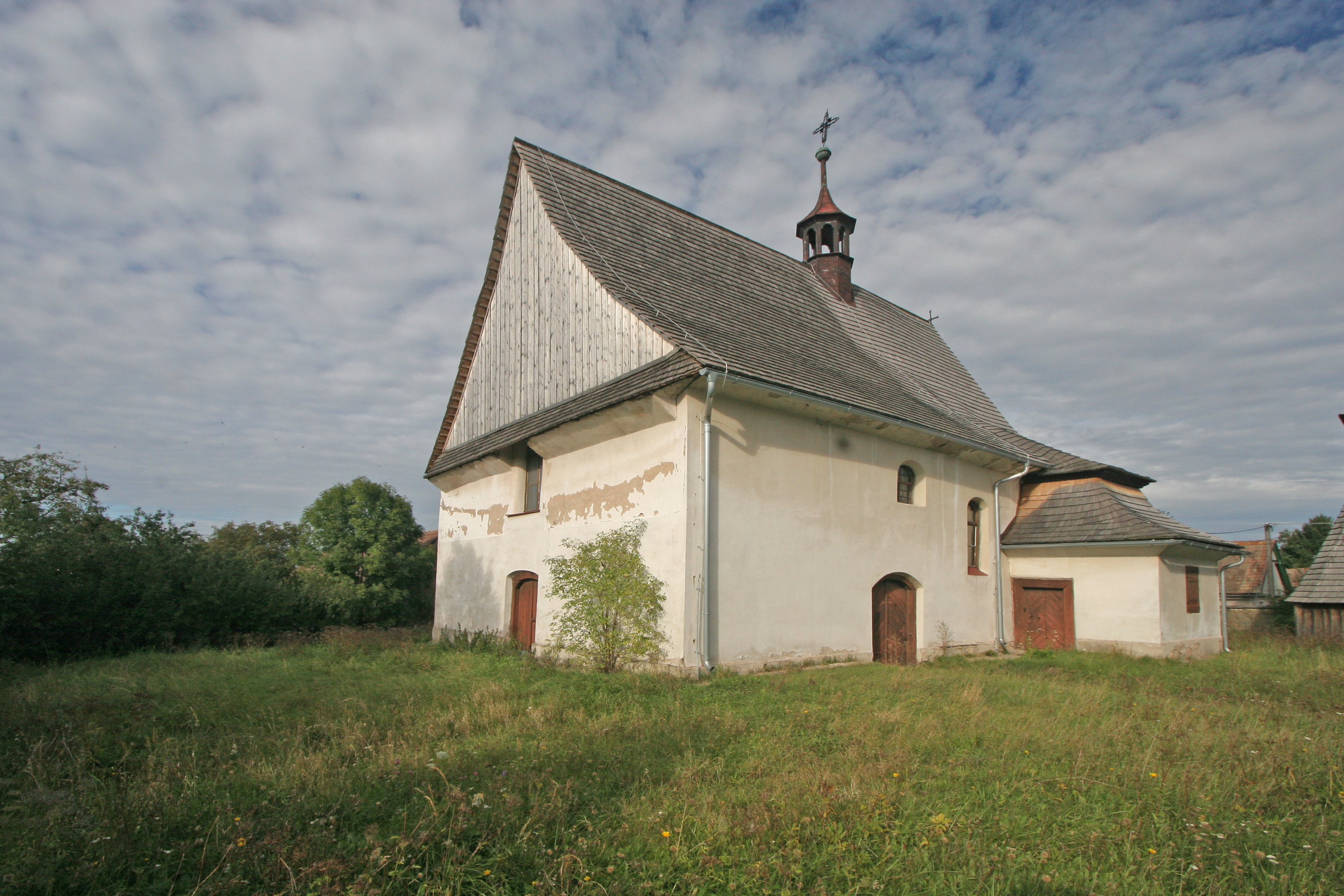
kostel svaté Markéty ve Vysočanech
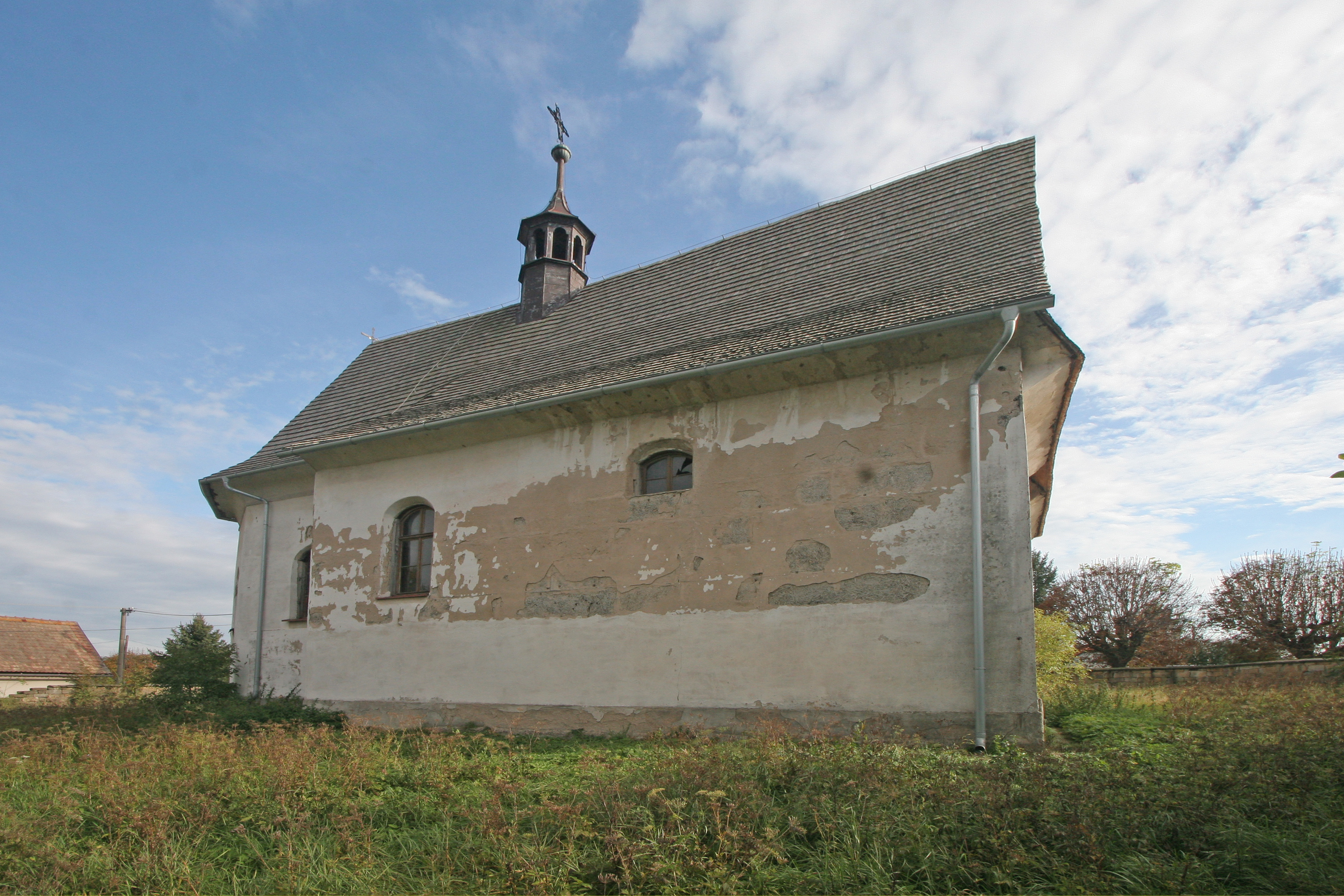
kostel svaté Markéty ve Vysočanech
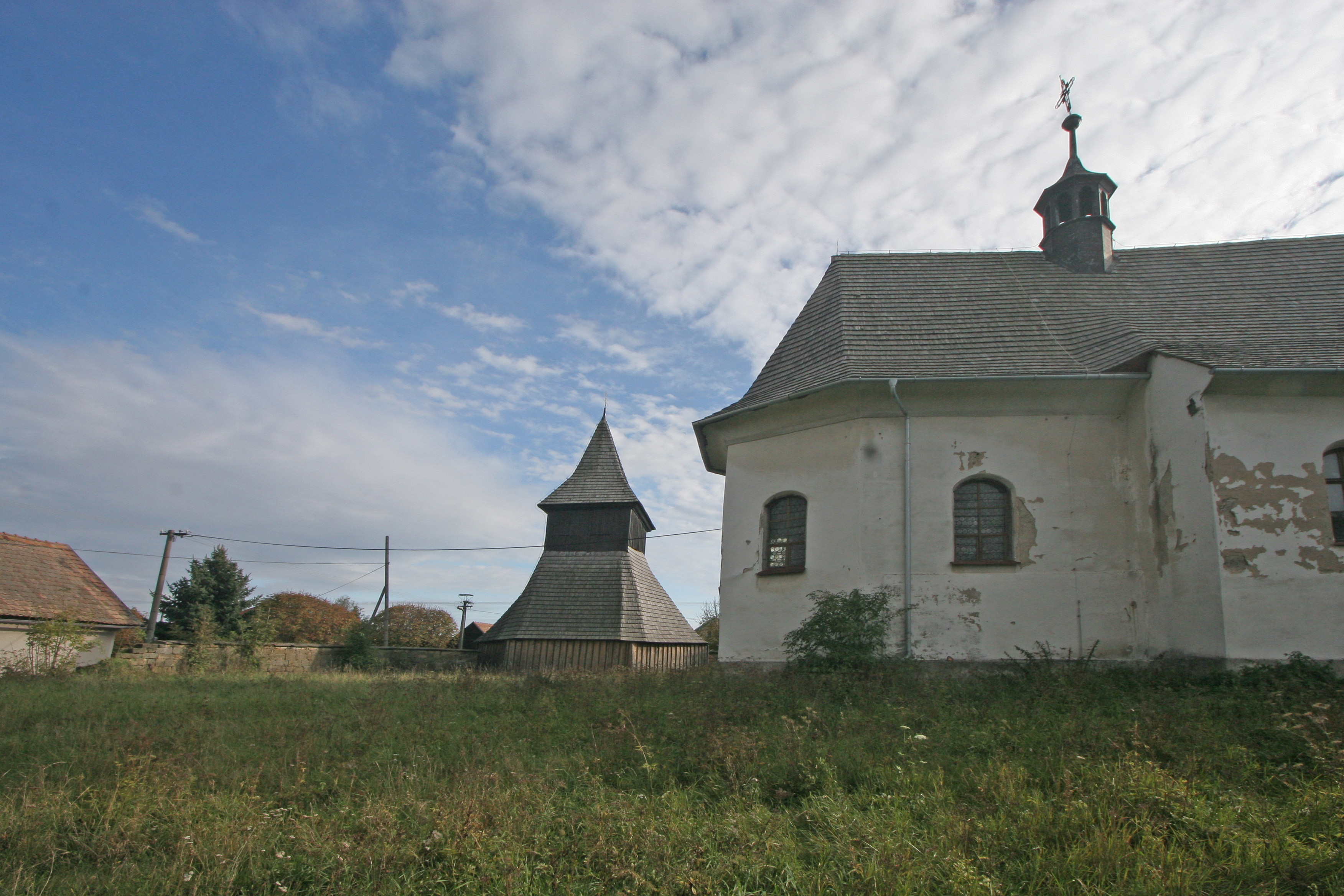
kostel svaté Markéty ve Vysočanech
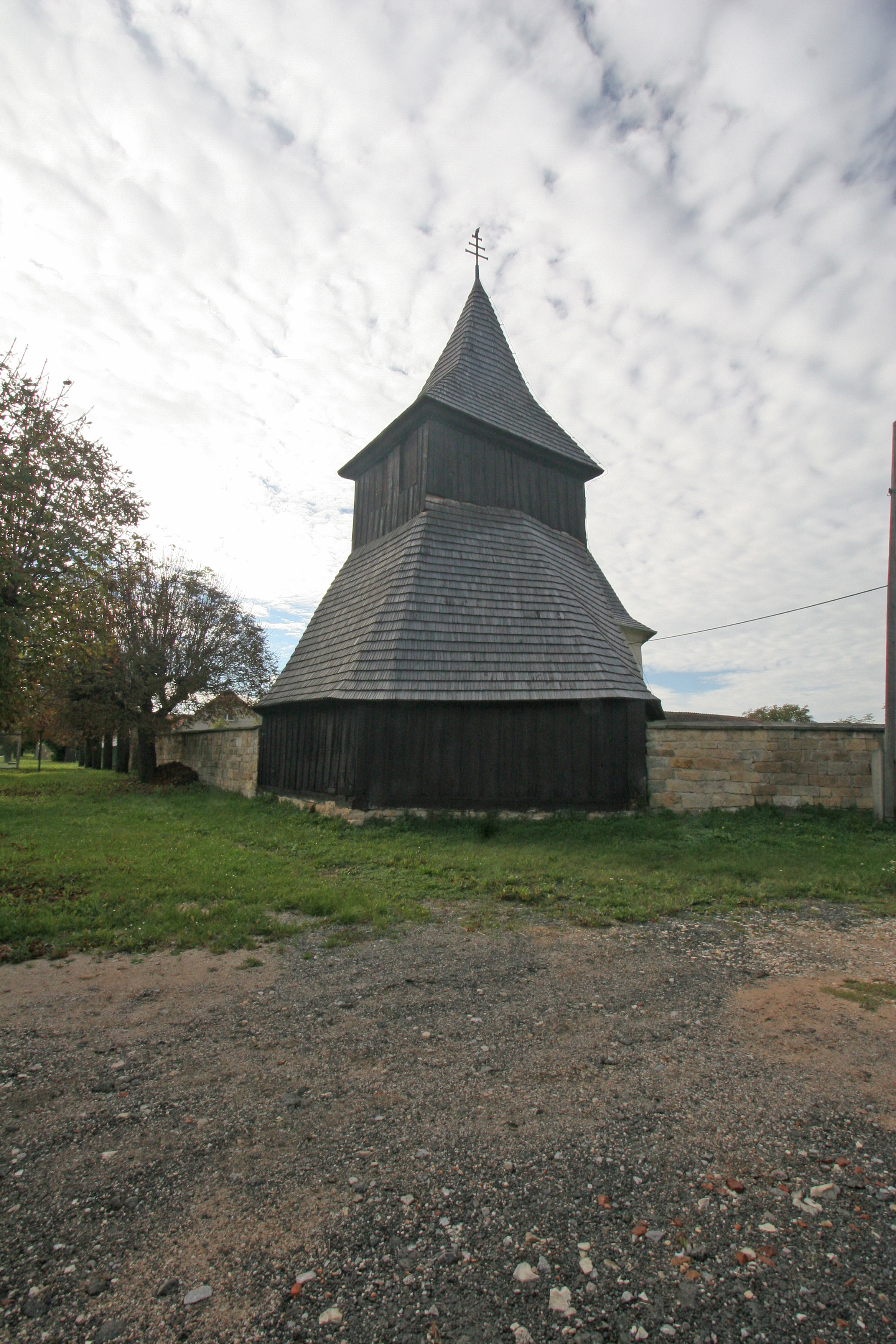
kostel svaté Markéty ve Vysočanech – zvonice